# Cantinflas
Mario Moreno Reyes, plus connu sous le nom de Cantinflas, né le 12 août 1911 à Mexico et mort le 20 avril 1993  dans la même ville, est un comédien mexicain.
Il reçoit un Golden Globe du meilleur acteur pour son rôle de Passepartout dans Le Tour du monde en quatre-vingts jours.

## Biographie
Mario Fortino Alfonso Moreno Reyes est le sixième des quatorze enfants issus du mariage entre le facteur Pedro Moreno Esquivel et María de la Soledad Reyes Guízar. De ces quartorze enfants, seuls huit d'entre eux survivront à l'accouchement : Pedro, José, Catalina, Mario lui-même, Eduardo, Esperanza, Enrique et Roberto. 
Mario est né dans le quartier de Santa María la Ribera (es), mais a été élevé dans celui de Tepito.
Il était marié à Valentina Ivanova (es) une actrice mexicaine d'origine russe.

## Filmographie

### Films en noir et blanc
- 1937 : No te engañes corazón : Cantinflas
- 1937 : Águila o sol (es) : Polito Sol
- 1937 : ¡Así es mi tierra! (es) : El Tejón
- 1939 : El signo de la muerte (es) : Cantinflas
- 1939 : Jengibre contra dinamita : Bala Fría (court-métrage publicitaire)
- 1939 : Siempre listo en las tinieblas : Chencho Albondigón (court-métrage publicitaire)
- 1940 : Ahí está el detalle (es) : Cantinflas/"Leonardo del Paso"
- 1940 : Cantinflas y su prima (es) : Cantinflas (court-métrage)
- 1940 : Cantinflas ruletero : Baldomero (court-métrage publicitaire)
- 1940 : Cantinflas boxeador : Cantinflas (court-métrage publicitaire)
- 1940 : Cantinflas en los censos : Cantinflas (court-métrage publicitaire)
- 1941 : Carnaval en el trópico (Fiesta en Veracruz)
- 1941 : El gendarme desconocido : Cantinflas, le 777
- 1941 : Ni sangre ni arena (es) : El Chato & Manuel Márquez « Manolete »
- 1942 : El circo : le cordonnier
- 1942 : Les Trois Mousquetaires : Cantinflas/D'Artagnan
- 1943 : Romeo y Julieta : Ruletero/Romeo de Montesco
- 1944 : Gran Hotel (es) : Cantinflas
- 1945 : Un día con el Diablo : el voceador
- 1946 : Soy un prófugo : Cantinflas
- 1947 : Vole, jeunesse ! (¡A volar joven!) : Cantinflas
- 1948 : El Mago (es) : Cantinflas
- 1948 : El supersabio : Cantinflas
- 1950 : Cordon, s'il vous plaît (El portero) : Cantinflas
- 1950 : El bombero atómico (es) : El bombero atómico, el 777
- 1950 : El siete machos : Margarito/El Siete Machos
- 1951 : Lluvia de estrellas : participation
- 1951 : Si Yo fuera diputado... (es) : Cantinflas
- 1952 : El señor fotógrafo (es) : Cantinflas
- 1953 : Caballero a la medida (es) : Cantinflas
- 1954 : Abajo el telón (es) : Cantinflas
- 1958 : Ama a tu prójimo (es) : Cantinflas
- 1963 : Entrega inmediata (es) : Feliciano Calloso

### Films en couleur
- El bolero de Raquel (es) (1956) : Cantinflas
- Le Tour du monde en quatre-vingts jours (Around the World in Eighty Days, 1956) de Michael Anderson : Passepartout
- Sube y baja (es) (1958) : Cantinflas
- El analfabeto (es) (1960) : Inocencio Prieto y Calvo
- Pepe (1960) : Pepe
- El extra (es) (1962) : Rogaciano
- El padrecito (es) (1964) : père Sebastián o Sebas
- El señor Doctor (es) (1965) : docteur Salvador Medina
- Su Excelencia (es) (1966) : Lopitos
- Por mis pistolas (es) (1968) : Fidencio Barrenillo
- The Great Sex War (1969) : général Marcos (film en anglais, coproduction avec les États-Unis)
- Cantinflas Show (es) (1969-1972, série créée par Cantinflas pour Televisa)
- Un Quijote sin mancha (es) (1969) : Justo Leal y Aventado
- El profe (es) (1970) : Sócrates García
- Don Quijote cabalga de nuevo (es) (1972) : Sancho Panza
- Conserje en condominio (es) (1973) : Úrsulo, le concierge
- El ministro y yo (es) (1975) : Mateo Melgarejo
- El patrullero 777 (es) (1977) : Diógenes Bravo
- El barrendero (es) (1981) : Napoleón
- Le tour du monde de Cantinflas (1982-1984, série animée éducative diffusée sur Televisa)